# タクアン山
タクアン山系（英: Takuan Group）は、パプアニューギニア・ブーゲンビル島の南部に位置する火山群。3つの成層火山から構成され、最も高いタクアン山（英: Mount Takuan）の標高は2,210メートル。タクアム山とも。最寄りの村は Kapikavi で、ブインからは約35キロメートル離れている。